# NGC 5817
NGC 5817 (другие обозначения — MCG -3-38-41, NPM1G -15.0520, PGC 53567) — линзообразная галактика (S0) в созвездии Весы.
Этот объект входит в число перечисленных в оригинальной редакции «Нового общего каталога».